# Центральна міська бібліотека ім. В. Короленка (Рівне)
Центральна міська бібліотека ім. В.Короленка — центральна бібліотека Рівненської централізованої бібліотечної системи (ЦБС м. Рівне).

## Історія
Центральна міська бібліотека заснована у 1947 році за рахунок пожертв приватних осіб. Господинею тут була Ольга Леонтівна Гончарова. У 1949 році книгозбірня стала йменуватись Рівненською міською масовою бібліотекою.
Першим завідувачем бібліотеки був Олександр Омелянович Слива. Через недостатню кількість грамотних людей та книг, у бібліотеці проводились голосні читання, обговорення прочитаного та дискусії. Поступово розширюється структура бібліотеки. На початку 50-х років в бібліотеці діяли: абонемент (зав. Гончарова О. Л), читальний зал (зав. Макарова О. І.) та пересувний фонд (зав. Кулакова В. А.).
У 1954 році Рівненська міська масова бібліотека, яка знаходилася по вулиці 17 Вересня, 9-6, мала книжковий фонд у 25 тис. примірників книг та брошур. До читальної зали надходило 60 назв журналів і 25 — газет. Щодня бібліотеку відвідувало від 150 до 200 читачів.
На честь 100-річчя від дня народження Володимира Короленка центральній міській бібліотеці, у 1953 році було присвоєно його ім'я. Керівником бібліотеки з 1956 року стала Ольга Ізраїлівна Макарова. У 1958 році міська масова бібліотека отримувала 100 назв журналів і 15 — газет.
У 1960 році бібліотека отримала почесне звання закладу культури відмінної роботи. У 1962 році завідувачкою міської бібліотеки стає Олександра Миколаївна Клімова.
У 1976 році публічні бібліотеки міста об'єднались у Централізовану бібліотечну систему. Бібліотека ім. В. Г. Короленка отримала статус центральної міської бібліотеки і стала координаційно-методичним центром.
У 1983 році бібліотека отримала нове приміщення на вул. Київській, 44 в цоколі дев'ятиповерхового житлового будинку. До послуг читачів були: абонемент, читальна зала, відділ обслуговування юнацтва, бібліографічний відділ, відділ комплектування та обробки літератури, відділ обмінно-резервного фонду, сектор позастаціонарного обслуговування.
У 1986 році, коли сталась аварія на Чорнобильській АЕС, працівники бібліотечної системи і бібліотеки ім. В. Короленка не залишились осторонь, вони обслуговували будівельників у с. Вільне Макарівського району книгою. За сумлінну працю Почесними грамотами нагороджені: Грищук Любов Олексіївна та Ботан Лариса Павлівна та ін. У 1992 році директором ЦБС м. Рівне стає Тамара Петрівна Недоводієва, яка очолювала її протягом 19-ти років.
З 1 грудня 2011 року Централізовану бібліотечну систему м. Рівне очолює Вікторія Олександрівна Гупалюк, яка до призначення на посаду працювала заступником впродовж п'яти років.                          

## Структура
- Абонемент
- Читальний зал
- Відділ обслуговування дітей та юнацтва
- Центр обслуговування громадян електронною інформацією (ЦОГ ЕІ)
- Бібліографічний відділ

## Режим роботи
Режим роботи відділів обслуговування читачів: з 9.00 до 18.00,
п'ятниця, неділя — з 10.00 до 17.00,
вихідний день — субота, санітарний день — останній вівторок місяця
Влітку в режимі роботи відділів обслуговування можливі зміни.